# Przedmieście Sędziszowskie
Przedmieście Sędziszowskie – część miasta Sędziszów Małopolski, do końca 1948 samodzielna wieś. Leży na wschód od centrum miasta, wzdłuż ul. Witosa oraz ul. Grunwaldzkiej.

## Historia
Dawniej wieś i gmina jednostkowa w powiecie ropczyckim, za II RP w woј. krakowskim. W 1934 w nowo utworzonej zbiorowej gminie Sędziszów, gdzie utworzyło gromadę. Od 1 kwietnia 1937 w powiecie dębickim
Podczas II wojny światowej w gminie Sędziszów w Landkreis Dębica w dystrykcie krakowskim (Generalne Gubernatorstwo). Liczyło wtedy 613 mieszkańców.
Po wojnie znów w gminie Sędziszów w powiecie dębickim, w nowo utworzonym województwie rzeszowskim.
1 stycznia 1949 Przedmieście Sędziszowskie włączono do Sędziszowa.